# Marian Vavrek
Marian Vavrek est un joueur slovaque de volley-ball, né le 18 juillet 1973 à Bardejov (Prešov). Il mesure 2,06 m et joue central.

## Clubs
| Club                 | Pays      | De        | À         |
| -------------------- | --------- | --------- | --------- |
| VKP Bratislava       | Slovaquie | …         | 1997-1998 |
| MAOAM Mendig         | Allemagne | 1998-1999 | 1998-1999 |
| Petrochemna Dubová   | Slovaquie | 1999-2000 | 1999-2000 |
| Aris Salonique       | Grèce     | 2000-2000 | 2000-2000 |
| Petrochemna Dubová   | Slovaquie | 2000-2001 | 2000-2001 |
| Hypo Tirol Innsbrück | Autriche  | 2001-2002 | 2002-2003 |
| Hypo VBK Klagenfurt  | Autriche  | 2003-2004 | 2003-2004 |
| AL Canteleu-Maromme  | France    | 2004-2005 | …         |

## Palmarès
- Championnat de Slovaquie (6)
  - Vainqueur : 1993, 1994, 1995, 1996, 1997, 1998